# Bündner Kreditgenossenschaft

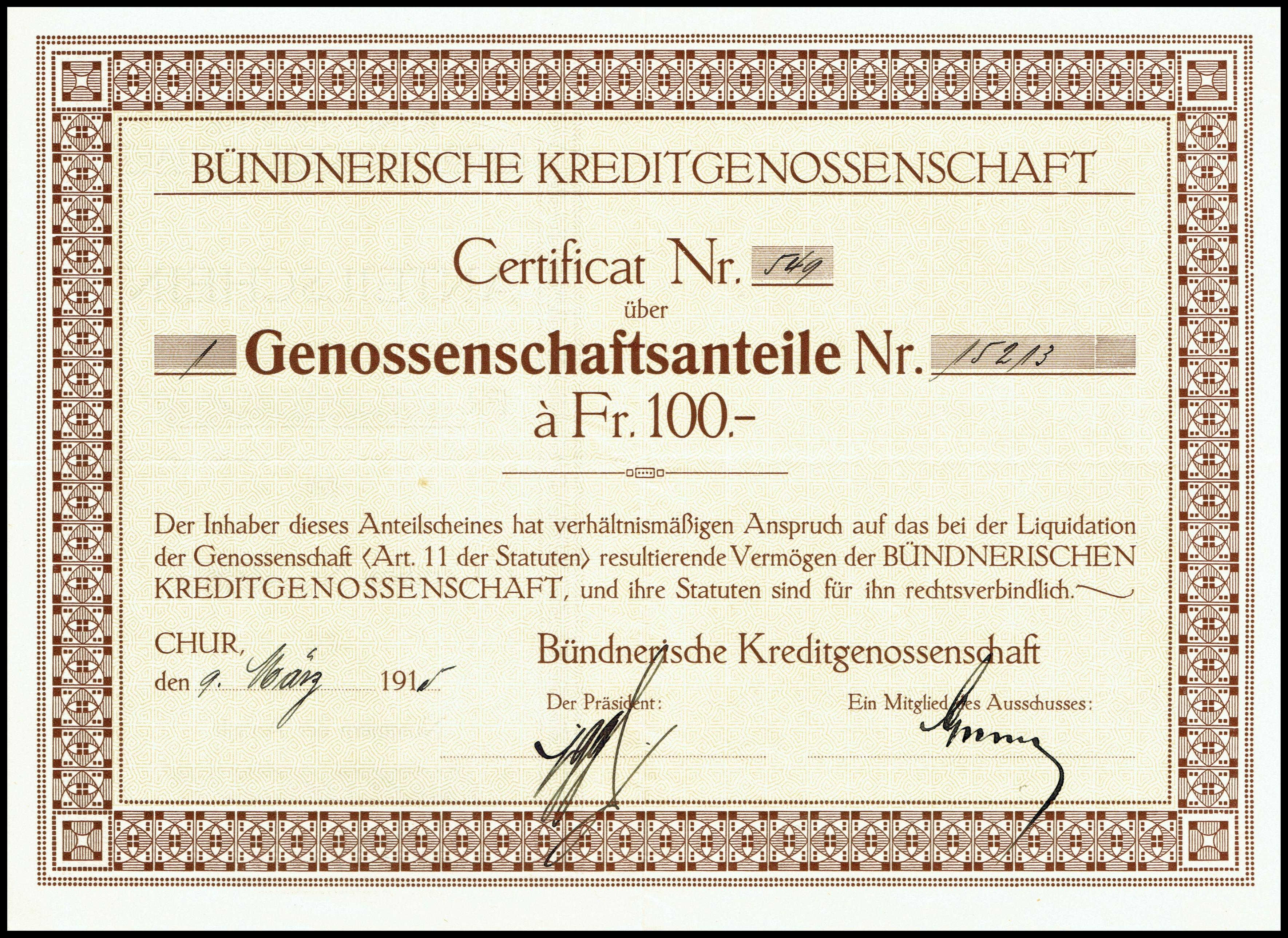
Genossenschaftsanteil über 100 Franken an der Bündnerischen Kreditgenossenschaft vom 9. März 1915

Die Bündner Kreditgenossenschaft (Kurzform von Bündnerische Kreditgenossenschaft) war eine im Dezember 1914 auf Initiative der Regierung des Kantons Graubünden gegründete Genossenschaft zur Unterstützung der kantonalen Hotelindustrie, die durch den Ausbruch des Ersten Weltkriegs in finanzielle Schwierigkeiten geraten war. Diese Unterstützung umfasste Kredite bei Liquiditätsengpässen, aber auch Beratung bei der Sanierung und bei der Betriebsführung. Ursprünglich auf wenige Jahre angelegt setzte die Genossenschaft ihre Tätigkeit in der Zwischenkriegszeit fort. 1931 übernahm die einzige Kreditgeberin, die Graubündner Kantonalbank, gegen Verrechnung mit ihren gesamten Forderungen gegenüber der Bündner Kreditgenossenschaft die Aktiven und Passiven und liquidierte sie unter grossen Verlusten.

## Die Hotelkrise als Folge des Ausbruchs des Ersten Weltkriegs
Der Ausbruch des Ersten Weltkriegs führte durch die Abreise der ausländischen Gäste zum vorzeitigen Ende der Sommersaison 1914 und liess viele Hotelbetriebe gegenüber ihren Lieferanten und Gläubigern zahlungsunfähig werden. Die meisten Betriebe hatten in den guten Jahren kaum Reserven gebildet, auf die sie in den Notzeiten zurückgreifen konnten. Im Oberengadin kam verschärfend dazu, dass im Hinblick auf die Erschliessung der Region durch die Albulabahn 1903 eine Vielzahl eher spekulativer Hotelbauten mit hoher Fremdfinanzierung entstanden waren.
Die Krise der Tourismusindustrie griff schnell auf die gesamte, stark vom Tourismus abhängige Wirtschaft über. Eine Umfrage der Bündner Regierung im Oktober 1914 führte zu 141 Unterstützungsbegehren, die sich auf total 8 Millionen Schweizer Franken summierten. Zur Linderung der Krise schlug der Regierungsrat dem Kantonsparlament die Gründung einer Kreditgenossenschaft mit einem Genossenschaftskapital von ungefähr 4 Millionen Schweizer Franken vor. Das Genossenschaftskapital sollte vor allem durch die Nutzniesser der Einrichtung aufgebracht werden. Die Kreditantragsteller – die in Not geratenen Hotels oder Zulieferbetriebe – sollten 25 Prozent des von der Genossenschaft bewilligten Kredits in Form von Anteilscheinen einbringen. Von den aus dem Kredit bezahlten Rechnungen sollten die Gläubiger der Kreditnehmer 25 Prozent des Rechnungsbetrages in Form von Anteilscheinen zeichnen. Die Gemeinden sollten 5 Prozent der an die ortsansässigen Betriebe gewährten Kreditsumme beisteuern, weitere Beiträge wurden von den beteiligten Banken erwartet. Die Graubündner Kantonalbank erhielt die Ermächtigung, der geplanten Kreditgenossenschaft einen Kredit in der Höhe des dreifachen Genossenschaftskapitals, also circa 12 Millionen Schweizer Franken, zu gewähren. Als Sicherheit sollten von den Kreditnehmern zugunsten der Genossenschaft ausgestellte Eigenwechsel dienen, welche diese durch Indossament der Bündner Kantonalbank übertrug.

## Gründung

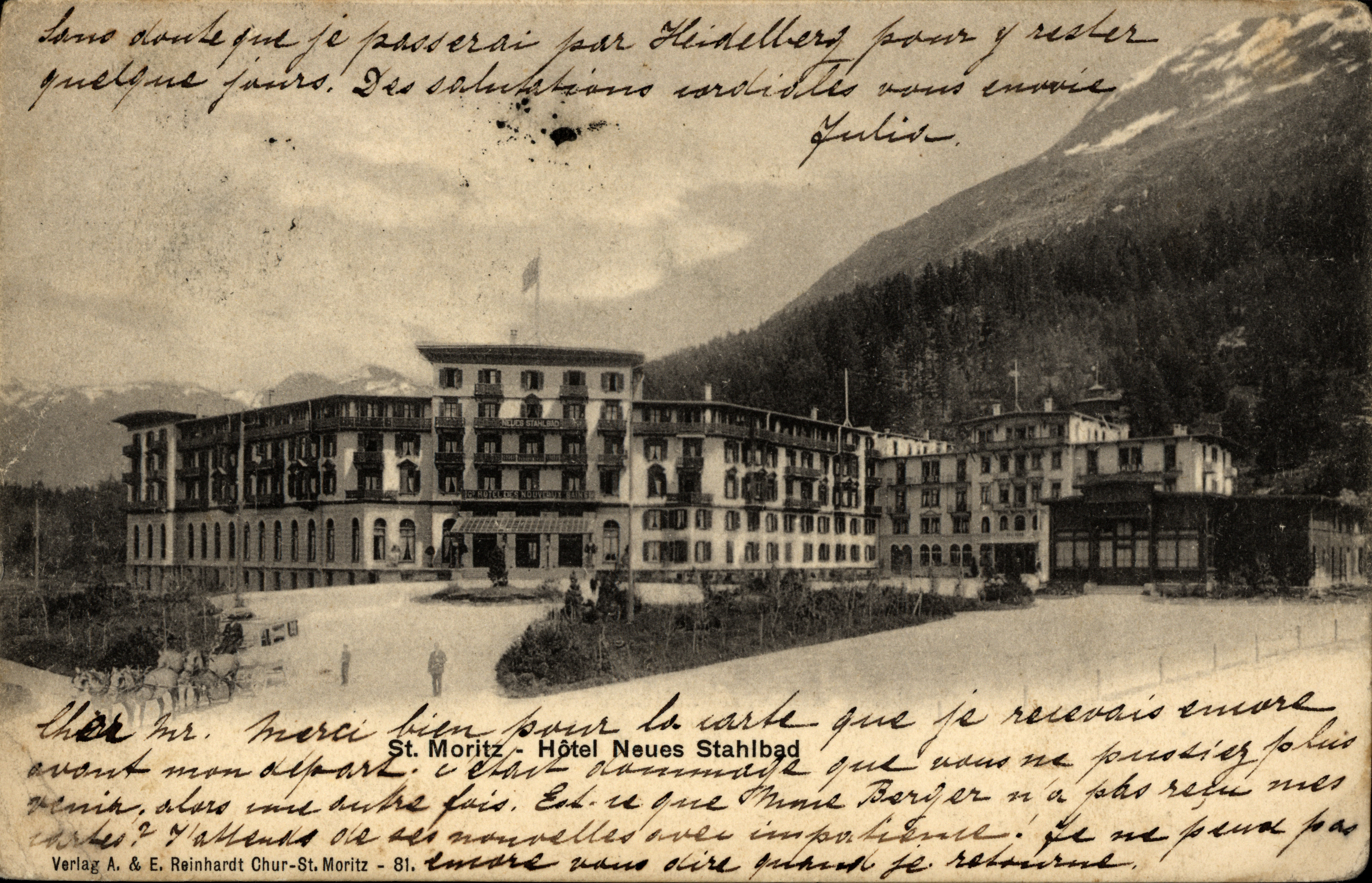
Das Hotel Neues Stahlbad in St. Moritz Bad, 1917 von der Kreditgenossenschaft übernommen.

Bereits am 9. Dezember 1914 fand die konstituierende Generalversammlung der Bündner Kreditgenossenschaft zur Durchhaltung lebensfähiger Unternehmungen und zur Verhinderung des Untergangs bedeutender Werte statt. Die Geschäftsführung übertrug die Genossenschaft der Kantonalbank. Die Leitung der Genossenschaft übernahm ein fünfgliedriger Vorstand mit Vertretern des Kantons, der Kantonalbank und anderer Banken, die alle auf verbindlichen Vorschlag des Regierungsrates ernannt wurden. Das Amt des Präsidenten lag während des gesamten Bestehens der Kreditgenossenschaft in den Händen des Kantonalbank-Präsidenten Johann Martin Niggli.
Das Genossenschaftskapital erreichte zum Ende des ersten Geschäftsjahres am 31. Dezember 1915 den Betrag von 2'481'600 Schweizer Franken. Die Anteile verteilten sich auf die Kreditnehmer mit 1'285'400 Schweizer Franken, die Kantonalbank mit 420'000 Schweizer Franken, die Gemeinden mit 270'000 Schweizer Franken und die Gläubiger der Kreditnehmer und andere Interessenten mit 506'200 Schweizer Franken.
Kredite gewährte die Genossenschaft nur gegen entsprechende Sicherheiten, beispielsweise durch die Verpfändung von Wertschriften. Die meisten Kredite gewährte die Genossenschaft aber als nachrangige Hypothekendarlehen. Die gewöhnlichen Hypothekardarlehen gingen maximal zu einem Belehnungswert von 60 Prozent. Gemäss ihren Statuten gewährte die Kreditgenossenschaft anfänglich Darlehen bis 70 Prozent der amtlichen Schätzung des Vorkriegswertes und erhöhte diese 1917/18 auf 80 Prozent. Der Zinssatz, ebenfalls festgelegt in den Statuten der Genossenschaft, betrug im Minimum 5 Prozent und lag 1 Prozent über dem Diskontsatz der Schweizerischen Nationalbank.
Die Unterstützung der Kreditgenossenschaft für die Hotellerie beschränkte sich nicht nur auf die finanzielle Hilfe. Bereits im Dezember 1915 entstand auf ihre Initiative die Vereinigung zur Hebung des Hotelgewerbes in Graubünden. Diese unterstützte die Hotels bei der Verbesserung der Betriebsführung, etwa einer genaueren Buchführung, Preisregulierungen und verbesserter Werbung.
Nur ausnahmsweise übernahm die Genossenschaft Hotels, die ihre Darlehen nicht mehr zurückzahlen konnten. So kam 1917 das Hotel Neues Stahlbad in St. Moritz, das bereits vor dem Ersten Weltkrieg mit finanziellen Schwierigkeiten kämpfte, für 500'000 Schweizer Franken in ihren Besitz, nachdem sich in einer ersten Zwangsversteigerung für das in der Vorkriegszeit auf 3,5 Millionen geschätzte Unternehmen kein Interessent fand.

## Andauern der Krise in der Zwischenkriegszeit
Das Ende des Ersten Weltkrieges brachte vorerst keine Verbesserung der schwierigen Situation des Hotelgewerbes. Als Folge des Krieges waren viele Länder verarmt und Reisepass und neue Visavorschriften erschwerten das Reisen. So blieben die ausländischen Gäste weiter fern. Die Nachkriegsinflation in der Schweiz verschärfte die Lage der Hotels erneut und ab 1919 stieg die Zahl der Kreditgesuche wieder. Gleichzeitig gerieten vermehrt Hotels mit den Zinszahlungen in Rückstand, sodass sich die Zinsausstände der Kreditgenossenschaft erhöhten.
In der Folge erhöhte der Grosse Rat den durch die Kantonalbank an die Kreditgenossenschaft maximal gewährten Kredit von 10 auf 15 Millionen Schweizer Franken. Das Verhältnis zwischen Genossenschaftskapital und Kredit veränderte sich so von 1:3 zu 1:4. Da sich in den Folgejahren die Situation nicht verbesserte, waren auch die erhöhten Mittel zur Kreditgewährung bald erschöpft. Die Tätigkeit der Kreditgenossenschaft verlagerte sich so von der Kreditgewährung zur Überwachung der gewährten Kredite und zur Beratung bei freiwilligen Sanierungen maroder Hotelgesellschaften.
1921 erhielt die nur im Kanton Graubünden wirkende Bündner Kreditgenossenschaft eine Schwesterorganisation auf gesamtschweizerischer Ebene: die Schweizerische Hotel-Treuhand-Gesellschaft (SHGT). Ihre Zielsetzung war weitgehend identisch, allerdings besass die Hotel-Treuhand-Gesellschaft im Gegensatz zur Kreditgenossenschaft die rechtlichen Mittel, bei einer Sanierung die Gläubiger zu Forderungsverzichten zu zwingen. Schnell einigten sich die beiden Organisationen, dass die Bündner Kreditgenossenschaft die Hilfgesuche an die Hotel-Treuhand-Gesellschaft aus dem Kanton Graubünden vorbereitend beurteilen sollte. Die SHGT entschädigte sich für ihren bisherigen Aufwand mit 10'000 Schweizer Franken. Die enge Verbindung der beiden Organisationen äusserte sich auch darin, dass der Geschäftsleiter der Genossenschaft, Kantonalbankpräsident Johann Martin Niggli, auch im Verwaltungsrat der Schweizerischen Hotel-Treuhand-Gesellschaft sass.
Ab 1921 zeichnete sich ab, dass die Liquidation der Genossenschaft nur mit Verlust möglich sein würde. Seit 1922 begann sie deshalb, ihr geschuldetes Kapital abzuschreiben oder Anteile an sanierten Unternehmungen anstelle der Rückzahlung der Kredite anzunehmen. Ab 1925 intensivierte sie im Hinblick auf den Liquidationsverlust den Abbau der gewährten Kredite, teils unter erheblichen Verlusten.

## Liquidation

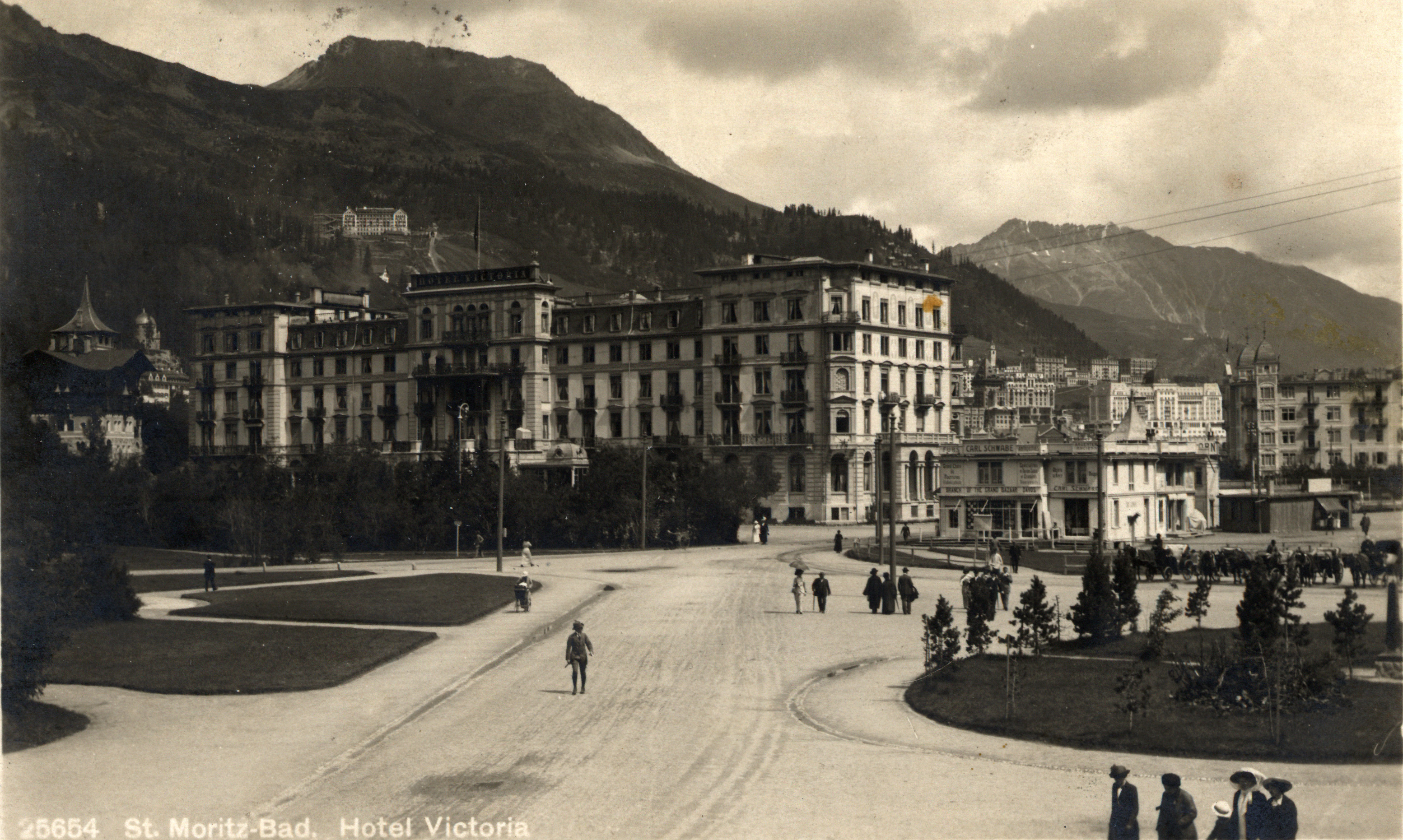
Das Hotel Victoria in St. Moritz Bad, das mit Hilfe der Kreditgenossenschaft überlebte.

Auf den 30. April 1931 trat die Bündner Kreditgenossenschaft in Liquidation. Diese erfolgte durch die Übertragung ihrer Aktiven und Passiven an die Graubündner Kantonalbank gegen Verrechnung ihrer Forderungen gegenüber der Genossenschaft. Das Genossenschaftskapital von 1'140'300 Schweizer Franken musste – was sich für die Anteilsinhaber seit Jahren abgezeichnet hatte – vollständig abgeschrieben werden. Für die zu übernehmenden Aktiven hatte die Kantonalbank bereits in früheren Jahren eine Rückstellung von etwas mehr als 1 Million Schweizer Franken gemacht. Insgesamt hatte die Genossenschaft seit 1914 Darlehen im Umfang von 16'869'555.90 Schweizer Franken gewährt. Die Hälfte davon musste sie abschreiben, dazu kamen Verluste durch Zinsausstände von mehr als 2 Millionen Schweizer Franken. Insgesamt resultierte für die Kantonalbank durch die Übernahme nach Verrechnung mit dem Wertschriftenbesitz der Kreditgenossenschaft ein Nettoverlust von 4,5 Millionen Schweizer Franken. Dank der bereits getätigten Rückstellungen verkraftete sie den Verlust.
In seinem Schlussbericht zeigte sich der Vorstand überzeugt, dass die Bündner Kreditgenossenschaft in ihrer fünfzehnjährigen Tätigkeit im Grossen und Ganzen das bei der Gründung definierte Ziel, überlebensfähigen Unternehmen das Durchhalten der Krise zu ermöglichen, erreicht habe. Zu diesen Betrieben zählten unter anderem die Hotelgesellschaft Thusis, das Hotel Cresta Palace in Celerina, die Vereinigten Hotels Bergün, und die Hotels Victoria und das Grand Hotel in St. Moritz.